# Diocèse de Viborg
Le diocèse de Viborg est l'un des diocèses de l'Église luthérienne du Danemark. Son siège épiscopal se situe à la cathédrale de Viborg.
Son territoire couvre la partie ouest du Jutland-Central.